# Моторный, Андрей Данилович
Андрей Данилович Моторный (10 декабря 1891 — 26 февраля 1964) — советский украинский геодезист, один из основателей украинской геодезической школы, шестой заведующий кафедрой геодезии (1945—1964) и первый декан Геодезического факультета (1945—1951) Львовского политехнического института, доктор технических наук (1960), профессор (1961).

## Биография
Родился в селе Сушки, ныне Каневского района Черкасской области. Отец Даниил Деомидович Моторный (ок. 1854 — ок. 1935) был батраком в селе Сушки, служил в Российской императорской армии, а после переселения с семьёй в Золотоношу в 1890-х годах — земским почтальоном, а мать Татьяна Францевна Моторная (ок. 1863—1945) была домохозяйкой. Отец происходил из старинного рода реестровых казаков (до Второй мировой войны в семье хранилась соответствующая старинная грамота), а мать — из семьи Гумелев, которая дала народу выдающегося украинского и российского индолога академика AH СССР А. П. Баранникова (1890—1952), двоюродного брата А. Д. Моторного.
В семье Моторных родилось семеро детей — четыре брата и три сестры. Кроме Андрея это были Мария (1882—1971), Николай, Елена (ум. 1921), Иван (1889—1939), Надежда (1894—1970) и Дмитрий (ум. 1922).
В 1940 году защитил диссертацию на соискание учёной степени кандидата технических наук по теме «Анализ источников накопления ошибок при составлении фотоплана и исследование точности его плановой геодезической основы при контурно-комбинированной аэросъёмке масштаба 1:50 000». Оппонентами выступали профессор А. Ф. Сердобинський и доцент М. И. Груздев.
В октябре 1941 за несколько дней до начала немецкой оккупации Харькова семья Моторных была эвакуирована в Казахстан, где сначала жила в селе Пролетарка, а затем в городке Бурлин Западно-Казахстанской области. В марте 1942 А. Д. Моторного отозвали в город Уральск в Южном аэрогеодезическое предприятие ГУГК при СНК СССР, где работал инспектором ОТК шестого отряда в Западно-Казахстанской и Чкаловской областях и своей работой внёс весомый вклад в обеспечение действующей армии, в частности, войск Сталинградского фронта, картографическими материалами. В 1942 ГУГК при СНК СССР второй раз (до этого — в 1939) наградило А. Д. Моторного знаком «Отличник геодезии и картографии», а в 1946 он был награждён медалью «За доблестный труд в Великой Отечественной войне 1941—1945 годов».
В 1958 году в Львовском политехническом институте защитил диссертацию на соискание учёной степени доктора технических наук по теме «Новые системы звеньев полигонометрии».

## Сочинения
- Моторный A. Д. Ниже геодезия. — Часть вторая. Мензульная воспарение. — Харьков — Киев: Техтеорвидав, 1933. — 103 с.
- Моторный A. Д. Методика проведения лабораторных и практических занятий по геодезии. — Харьков: Изд-во ХИСИ, 1939. — 12 с.
- Моторный A. Д. Анализ источников ошибок при составлении фотоплана масштаба 1:50 000 / / Научные записки Львовского политехнического института. — 1947. — Вып. 1. — С. 120—132.
- Моторный A. Д. Задача Потенота (аналитическое решение) / / Научные записки ЛПИ, серия геодезическая № 1. — 1949. — Вып. XV. — С. 165—171.
- Моторный A. Д. Построение проекции с сохранения длин по меридианам и параллели / / Научные записки ЛПИ, серия геодезическая № 1. — 1949. — Вып. XV. — С. 149—155.
- Моторный A. Д. Новые системы звеньев полигонометрии и анализ допускового в точности при построении звена IV класса. — Львов: Изд-во ЛГУ, 1955. — 38 с.
- Исследования по земной рефракции. Сб. статей. Отв. ред. А. Д. Моторный. — Львов, 1962. — 80 с.
- Российско-украинский геодезический словарь / А. Д. Моторный, Т. И. Панько, А. Литинский, В. А. Моторный. Под ред. А. Литинского. — М.: ГУГКК, 1994. — 407 с. — ISBN 5-7773-0089-8.